# Pseudasthenes
Pseudasthenes — рід горобцеподібних птахів родини горнерових (Furnariidae). Представники цього роду мешкають в Андах і Патагонії. Традиційно їх відносили до роду Канастеро (Asthenes), однак за результатами молекулярно-генетичного дослідження були переведені до новоствореного роду Pseudasthenes.

## Види
Виділяють чотири види:
- Канастеро чорнохвостий (Pseudasthenes humicola)
- Канастеро патагонський (Pseudasthenes patagonica)
- Канастеро каштановий (Pseudasthenes steinbachi)
- Канастеро кактусовий (Pseudasthenes cactorum)

## Етимологія
Наукова назва роду Pseudasthenes походить від сполучення наукової назви роду Канастеро (Asthenes) і слова дав.-гр. ψευδος — несправжній.